# Condylostylus barbatulus
Condylostylus barbatulus är en tvåvingeart som beskrevs av Becker 1922. Condylostylus barbatulus ingår i släktet Condylostylus och familjen styltflugor. Inga underarter finns listade i Catalogue of Life.